# 파티 칸투
파티 칸투(Paty Cantú, 1983년 11월 25일 ~ )는 멕시코의 싱어송라이터, 배우이다. 멕시코의 팝 듀오 루(Lu)의 멤버였다.

## 음반 목록
- Me quedo sola (2009)
- Afortunadamente no eres tú (2010)
- Corazón bipolar (2012)